# Alexander (Täufer)
Alexander (* 15. Jahrhundert oder 16. Jahrhundert in Stolberg (Harz)?; † November 1533 in Frankenhausen/Thüringen) war ein ehemaliger Messner und Schulmeister in Esperstedt sowie ein Sendbote der Täuferbewegung in Nordthüringen und am Südharz. Er starb als deren Märtyrer.

## Leben

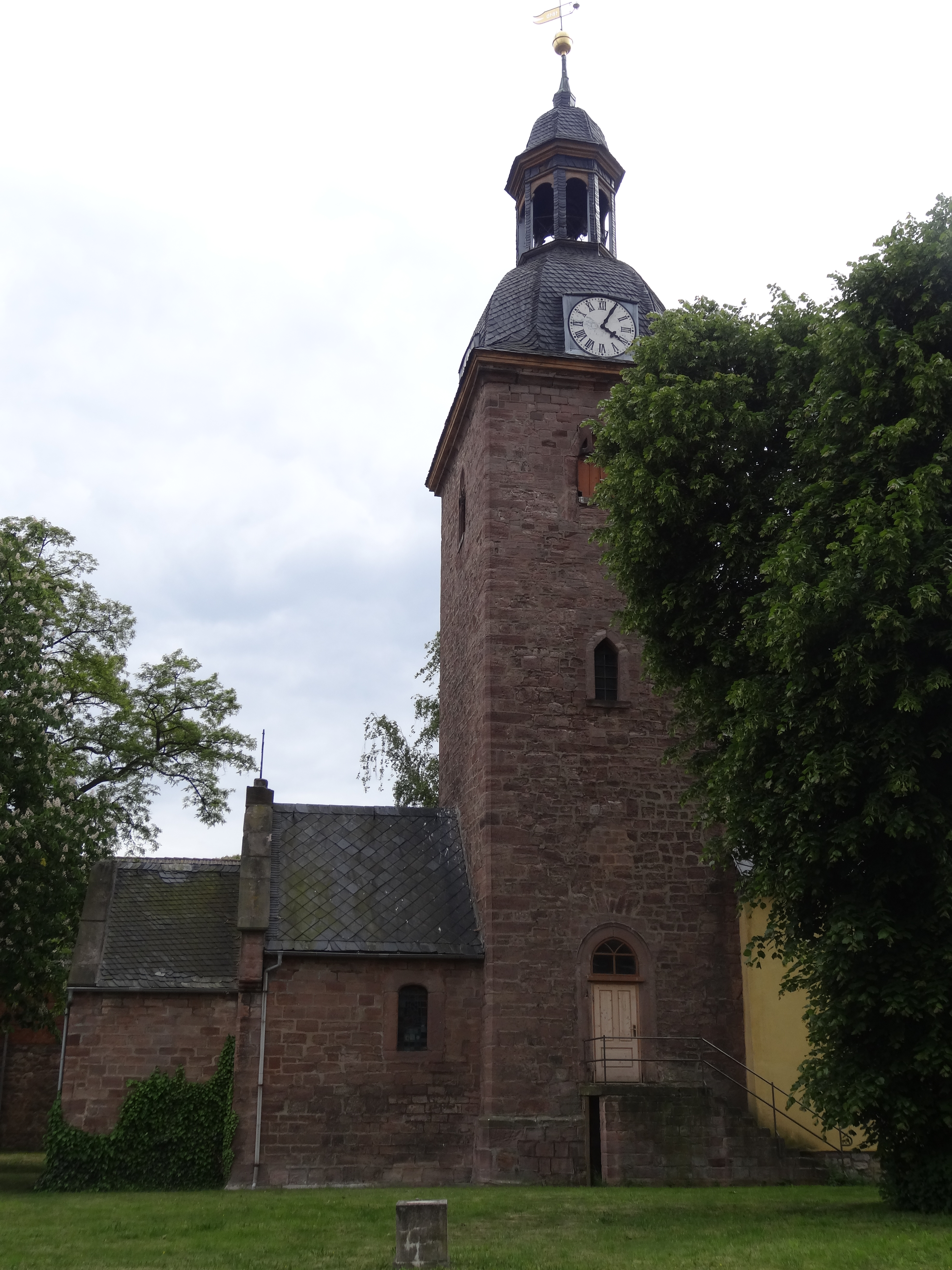
Kirche St. Johannis zu Esperstedt. Sakristei, Altarraum und der untere Teil des Chorturms existierten schon zur Zeit des Messners Alexander

Über Alexanders Herkunft schweigen die Quellen. Auch ist ein Familien- oder Beiname des späteren Täuferapostels unbekannt. Belegt ist aber, dass er in Esperstedt ursprünglich als Messner und Schulmeister gewirkt hat. Mit der Täuferbewegung war er spätestens 1529 in Berührung gekommen. Seine Gläubigentaufe empfing er Ende des genannten Jahres.
Als sein Täufer gilt Volkmar von Hildburghausen, ein bedeutender Missionar der Täuferbewegung in Thüringen. Als Reiseprediger besuchte er hin und wieder auch die Esperstedter Täufergemeinde, die sich im Verborgenen traf und deren Mitglied Alexander nach seiner Taufe im Haus des Hans Hane wurde. Anfang 1530 wurden die 13 Gemeindeglieder verhaftet und anschließend durch den Pfarrer von Frankenhausen verhört. Nachdem die Gefangenen zunächst bei ihrer Auffassung blieben, dass weder die Säuglingstaufe noch die Lehre von der leiblichen Gegenwart Christi im Abendmahl biblisch belegt seien, beschloss der Schwarzburger Graf Günther XL., der darüber unterrichtet worden war, die Hinrichtung der gefangenen Täufer und Täuferinnen zu veranlassen. Angesichts der drohenden Todesstrafe widerriefen die meisten der Verhafteten; nur vier – darunter der „täuferische Sendbote“ Bernhardus – blieben standhaft und wurden ertränkt. Die Anderen ließ man nach eindringlichen Ermahnungen und Strafandrohungen frei. Das geduldig ertragene Martyrium der erwähnten vier Täufer machte unter der Bevölkerung Gegend einen starken Eindruck und öffnete manchen für die täuferischen Lehren. Alexander, der die Nachfolge Bernhardus' als „Sendbote“ antrat, sorgte dafür, dass die Esperstedter Täufergemeinde trotz des großen Verlustes weiter bestehen blieb und sogar Zuwachs erhielt.

### Sendbote der Täuferbewegung
Alexanders Missionsarbeit erstreckte sich alsbald über ganz Nordthüringen und den Südharz. Hin und wieder führte ihn sein Weg auch nach Sorga bei Hersfeld. Auch Aufenthalte in Göttingen und in der Gegend um Weimar sind durch Verhörprotokolle belegt. Dass Alexanders sich in der Weimarer Region aufgehalten hat, geht zum Beispiel aus der Aussage eines gewissen „Doctor“ Klaus Klaps aus Obergrunstedt hervor.
Zu den geographischen Schwerpunkten Alexanders gehörten unter anderem die Ortschaften Emseloh und Holdenstedt (heute ein Ortsteil der Stadt Allstedt). Der Lebensstil des Emseloher Pfarrherrn hatte viele Emseloher in Opposition zur Amtskirche gebracht und sie gleichzeitig für die Lehren der Täufer geöffnet, deren festen Glauben und strenge Moral sie insgeheim bewunderten. An seinen Bußpredigten, die er in zahlreichen heimlichen Zusammenkünften hielt, hatten viele „großen Gefallen und ließen sich von ihm weiter unterweisen“. Zu denen, die sich von Alexander taufen ließen, gehörten zum Beispiel Petronella und ihre Muhme Margareta. Beide erlitten später den Märtyrertod.
Die Stadt Stolberg/Harz (vermutlich Alexanders ursprüngliche Heimat), in der er häufig bei seinem Schwager Hans Koch nächtigte, sowie Zorge (heute Ortsteil der Gemeinde Walkenried) waren weitere Schwerpunkte seines Wirkens. Täufertreffpunkt in Zorge war eine Schneidemühle. Hier taufte Alexander unter anderen den aus Odenwald stammenden Martin Herzog.

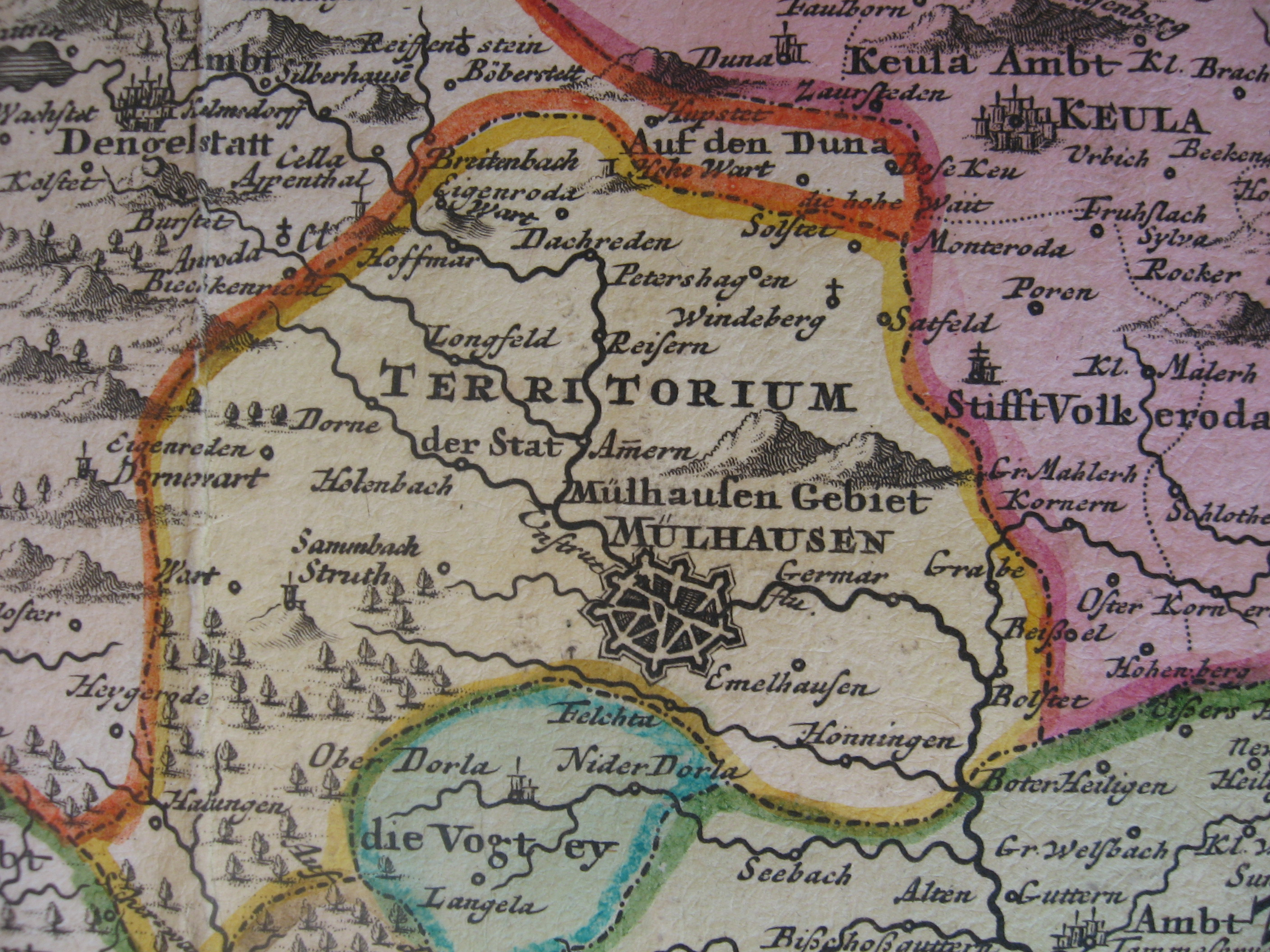
Herkunftsorte der Predigthörer Ostern 1533: Mühlhausen, Görmar (= Germer), Ammern, Dachrieden (= Dachreden), Oberdorla (= Ober Dorla)

Schwarzburger Unter- und Oberherrschaft (hier um 1571)

Wesentlich für seine Arbeit als Sendbote waren seine Missionsreisen. Durch Verhörprotokolle gut dokumentiert, ist seine Rückreise von Sorga, wo er im März 1533 der von Melchior Rinck gegründeten Täufergemeinde wieder einmal einen Besuch abgestattet hatte. Reine erste Station auf der Heimreise wart Kindelbrück. Dort kehrte bei Klaus Heiligenstedt ein, der bei seinem Bruder wohnte. Er ließ den Aufenthalt nicht ungenutzt und hielt eine Hausandacht. Die Predigt scheint bei seinem Gastgeber auf fruchtbaren Boden gefallen zu sein. Er schloss sich Alexander an und begleitete ihn auf der nächsten Reiseetappe, deren Ziel Oberdorla bei Mühlhausen war. Dort wohnte und arbeitete der Schneider Hans Rinkleben, den Alexander bei dessen Besuch der Sorgaer Täufergemeinde kennengelernt hatte. Rinkleben war damals tief beeindruckt in seinen Heimatort zurückgekehrt, hatte unter Freunden und Bekannten von seinen Erlebnissen in der Gemeinde berichtet und einen Kreis Interessierter um sich gesammelt. Aus späteren Verhörprotokollen sind einige Namen von Mitgliedern dieses Kreises bekannt; es waren die Brüder Zwickmann aus der Mühlhauser Vorstadt, Ludwig Spon und Lorenz Moller von Görmar (heute Ortsteil von Mühlhausen), Heinrich Hutter aus Ammern (heute ein Ortsteil der Gemeinde Unstruttal), Hans Breuning von Dachrieden (heute Ortsteil der Gemeinde Unstruttal), Klaus Scharf von Mühlhausen sowie Martin Dipprant und Christoph Rudolph von Oberdorla. Sie alle waren unter den Zuhörern der Predigten, die Alexander über die Osterfeiertage in Oberdorla hielt und in denen er unter anderem über die Nichtigkeit der kirchlichen Sakramente sprach. Doch ließ sich keiner der Hörer taufen. Als Begründung gaben sie an, dass „sie sich noch zu unvollkommen dazu fühlten“. Schließlich traf er in Sangerhausen ein, wo bereits eine kleine Täufergemeinde bestand. Sie hatte kurz vor Alexanders Ankunft von unerwarteter Seite Auftrieb bekommen. Ein Augustinermönch hatte in einer Osterpredigt die täuferische Sakramentsauffassung als biblisch bestätigt, woraufhin sich manche Sangerhausener der Täufergemeinde zuwandten und deren Zusammenkünfte besuchten. Alexander nutzte die Gelegenheit und hielt in Sangerhausen, vor allem aber auch in der Gegend südlich der Stadt Versammlungen ab. Letzte Nachrichten über Predigten, die von Alexander gehalten wurden, stammen von Orten der Schwarzburger Unterherrschaft sowie aus der Gegend rund um Allstedt. Hier war die Täuferbewegung trotz der Verhaftungen und Hinrichtungen in den Jahren 1530 und 1532 weiter gewachsen.

### Gefangennahme, Verhöre und Hinrichtung
Im Juli 1533 wurden Alexander sowie zehn weitere Besucher einer Täuferversammlung verhaftet und nach Frankenhausen ins Gefängnis verbracht. Vom 8. bis 18. Juli fanden intensive Vernehmungen statt, die amtlich protokolliert wurden und unter anderem bei Paul Wappler abgedruckt sind. Zunächst ging es um „Alexanders Bekenntnus uff furgehaltene Artikel“.
Die untersuchenden Amtsleute wollten zu Beginn des Verhörs wissen, durch wen Alexander mit der Täuferbewegung in Berührung gekommen sei und wie es dahin gekommen sei, dass er „ane befehle ordentlicher oberkeit und ane beruf heimlich in winkeln zupredigen“. Auch waren sie an Alexanders Haltung zur Gewalt und zum politischen Umsturz interessiert. Alexander antwortete, dass ein gewisser Bernhardus mit der täuferischen Lehre bekanntgemacht habe. Zu seinen Predigten hätte ihn nichts anderes als die Ehre Gottes und die Liebe zum Nächsten motiviert. Gewalt anzuwenden und Aufruhr zu stiften, läge ihm fern. Ihm gehe es ausschließlich darum, zur Umkehr zu rufen und die zwischenmenschlichen Beziehungen zu verbessern. In weiteren Vorfragen ging es um Losungen und Zeichen, an denen sich die Mitglieder seiner Gemeinden zu erkennen geben. Auch den Namen seines Täufers wollte man wissen sowie den genauen Taufort.
Im weiteren Verlauf des Verhörs ging es unter anderem um Fragen nach der Taufpraxis, der Gütergemeinschaft sowie der hierarchischen Strukturen innerhalb der Täufergemeinschaft. Alexanders Antwort: Der Vorgang der Taufe geschehe in ihren Kreisen in schlichter Form: „Einer knihet nidder und bitt um bestendigkeit des glawbens, haben sonst keine satzungen (…).“ Mit der Taufe übereigne sich der Täufling Gott. Der Obrigkeit gegenüber solle man Gehorsam zollen, sofern sie nicht gegen das Wort Gottes handelt. Eine umfassende Gütergemeinschaft scheint es in den Täuferkreisen um Alexandert nicht gegeben zu haben; „Einer“ – so Alexander – „hilft dem andern nach seinem vormogen“. Es sei aber alles freiwillig. Für führende Personen innerhalb der Gemeinde gäbe es keine besondere Stellung oder gar Anrede. Er, Alexander, esse und trinke mit den anderen Mitgliedern. Benötige er etwas für seinen Dienst, so teilen sie mit ihm. Auch existiere keine besondere Anrede. Man nenne ihn schlicht beim Vornamen oder rede ihn mit „Bruder“ an.
In den vier theologischen Fragen, die die untersuchenden Amtsleute stellten, ging es um die Trinität, die Säuglingstaufe, das Abendmahl und die Ehe. Die erste Frage beantwortete Alexander mit dem Hinweis auf das Apostolische Glaubensbekenntnis, an dessen 12 Artikel die Täufergemeinden festhalten und die in ihnen bezeugte „dreiheit“ Gottes in ihrem „wesen“ stehen lassen würden. Die Kindertaufe sei nutzlos, da sie ohne den [persönlichen] Glauben des Täuflings vollzogen würde. Außerdem sei sie „kein pflanzunge von Gott“. Das Abendmahl bestünde lediglich aus Brot und Wein. Die Ehe sei – wie das Neue Testament „zun Corintern am siebenden“ zeigt – kein Sakrament, kein Sakrament. Er selber halte sich, nachdem er „ein eheweip gehapt“, wie es einem Witwer geziemt. Zum Schluss soll Alexander Angaben über Personen machen, die ihm bei seinen Missionseinsätzen begegnet sind, ihn eventuell sogar als Gast beherbergt oder aber ihr Haus für Missionsversammlungen zur Verfügung gestellt haben. Auch wird er nach Orten und nach der Zahl seiner Anhänger befragt. Alexander gab zwar den einen oder anderen Namen Preis, hielt sich aber weitgehend bedeckt.
Während die oben erwähnten zehn Mitgefangenen ihre Überzeugungen widerriefen, um Gnade baten und daraufhin freigelassen wurden, blieb Alexander bei seinen täuferischen Anschauungen. Mitte November 1533 wurde er deshalb in Frankenhausen mit dem Schwert enthauptet. Grundlage des Todesurteils und der Hinrichtung war das vom Reichstag zu Speyer im Jahr 1529 beschlossene Wiedertäufermandat, das von beiden konfessionellen Parteien – wenn auch aus verschiedenen Gründen – mitgetragen wurde.

## Liste der von Alexander Getauften
Die folgende alphabetisch sortierte Liste führt namentlich bekannte Anhänger der Täuferbewegung, die von Alexander zwischen 1529 und 1533 getauft worden sind.
| Name                            | Taufdatum          | Taufort           | Bemerkungen |
| ------------------------------- | ------------------ | ----------------- | --- |
| Herzog, Martin                  | ?                  | Zorge bei Ellrich | Die Taufe fand in einer Schneidemühle statt. |
| Hun, Niclas                     | 1533 (Anfang Juni) | Frankenhausen     | Hun war ein „taister“ (von „taidienster“ = Tagelöhner) aus dem Dorf Lengefeld bei Sangerhausen. Seine Taufe fand im Hause Kaspar Teichgräbers, eines Täufers zu Frankenhausen, statt. |
| Kraut, Heinz                    | 1529               | Esperstedt        | Kraut wurde einer der Nachfolger Alexanders, nachdem dieser 1533 den Märtyrertod erlitten hatte.                                                                                      |
| Margaretha, Petronellas „Muhme“ | 1532?              | Holdenstedt       | Margaretha wurde wegen ihres Glaubens am 2. September 1535 in Riestedt verhaftet und einige Wochen später mit dem Schwert hingerichtet.                                               |
| Petronella                      | 1532?              | Holdenstedt       | Die Täuferforscherin Marion Kobelt-Groch zählt sie – nicht zuletzt wegen ihrer Trennung vom „ungläubigen“ Ehemann – zu den „aufsässigen Töchtern Gottes“.                             |